# اوکسانا لیواچ

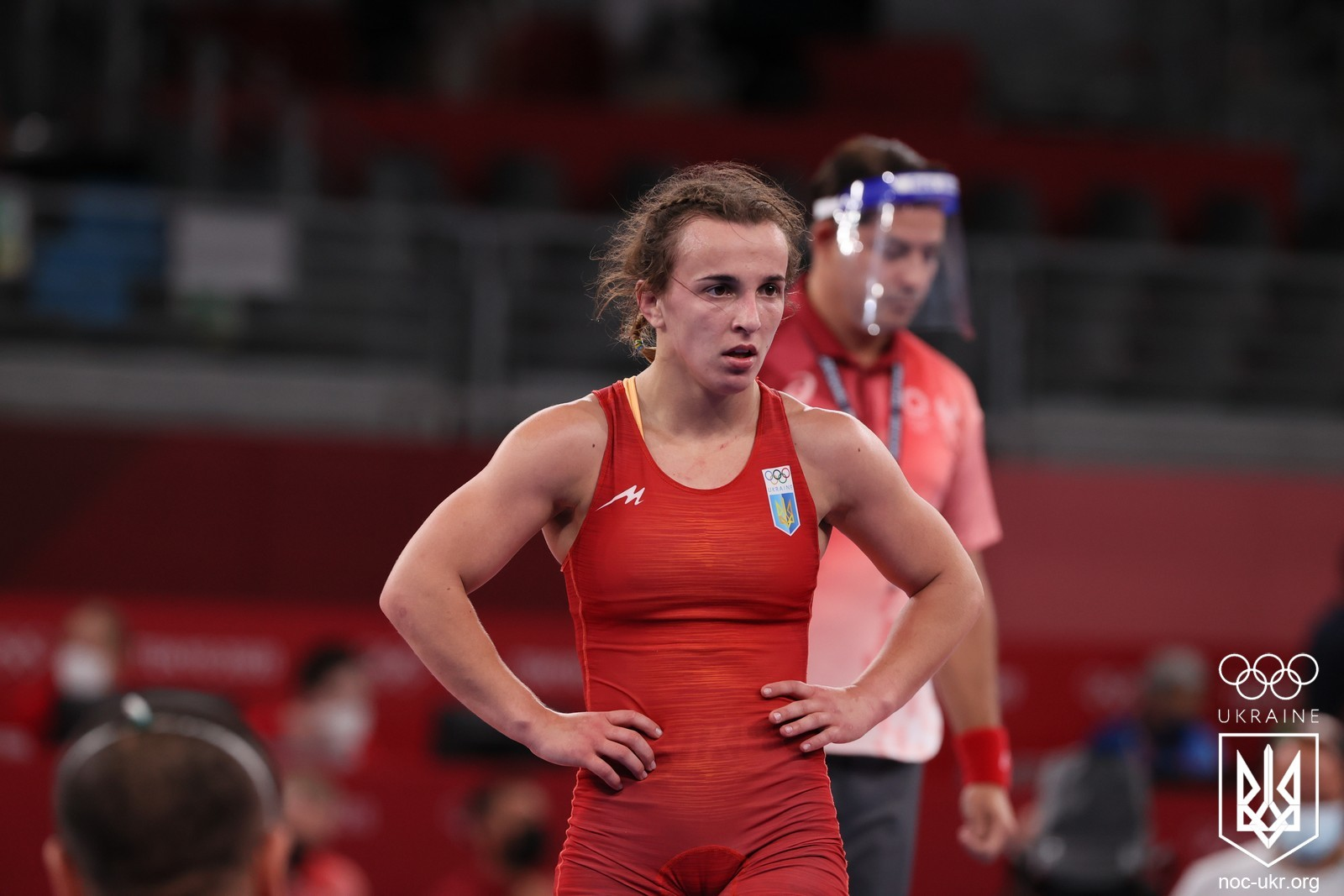
اوکسانا لیواچ در بازی المپیک تابستانی 2020

اوکسانا لیواچ (به انگلیسی: Diana Weicker؛ متولد ۲۶ مهٔ ۱۹۸۹) کشتی‌گیر آزادکار اهل اوکراین است.
از افتخارات وی می‌توان به کسب مدال برنز وزن ۵۰ کیلوگرم در مسابقات قهرمانی کشتی جهان ۲۰۱۸ اشاره کرد. وی سابقه حضور در المپیک ۲۰۲۰ توکیو و المپیک ۲۰۲۴ پاریس را دارد.